# المال مقابل لا شيء (أغنية)

المال مقابل لا شيء (بالإنجليزية: Money for Nothing) أغنية لفريق الروك البريطاني «داير ستريتس»، وهي الأغنية الثانية في ألبومهم الخامس «أخوة في السلاح Brothers in Arms»، وصدرت كأغنية الألبوم المنفردة الثانية في 24 يونيو 1985.
كلمات الأغنية مكتوبة من وجهة نظر رجلين من الطبقة العاملة (عمال نقل الأثاث والأجهزة) يشاهدان مقاطع فيديو موسيقية ويعلقان على ما يرونه. تتميز الأغنية بظهور ضيف فريق داير ستريتس، وهو المغني «ستينج» عضو فريق الروك البريطاني الناجح وقتها «بوليس». شارك ستينغ في كتابة هذه الأغنية مع مارك نوفلر (نستمع لغناء ستينج في الخلفية وهو يقول: «أريد MTV خاصتي»، وعندما تم إطلاق الشبكة في 1 أغسطس 1987، كان فيديو هذه الأغنية هو أول فيديو يبث على شاشة الشبكة. لم يرغب ستينج في الحصول على مقابل لتأليف الأغنية، لكن شركة التسجيلات الخاصة به فعلت ذلك لأنهم كانوا سيحصلون على مبالغ كبيرة، وزعموا أن الأغنية بدت مشابهة جدًا لأغنية كتبها ستينج لفريق «بوليس» وهي «لا تقف بالقرب مني Don't Stand So Close to Me».
سجل فريق داير ستريتس الأغنية في مونتسيرات (جزيرة جبلية في منطقة البحر الكاريبي) حيث كان ستينج في إجازة هناك وجاء للمساعدة.

## تصوير الأغنية
كان فيديو الأغنية من أوائل الفيديوهات التي تتميز بالرسوم المتحركة التي تم إنشاؤها بالكمبيوتر، والتي تم تنفيذها باستخدام برنامج مبكر يسمى «بينت بوكس». نشاهد الرسوم الكرتونية في بعض الأجزاء، كما نشاهد أعضاء الداير ستريتس أثناء العزف مع إضافة رسومات على أجسادهم. كان من المفترض أن تحتوي الشخصيات على مزيد من التفاصيل، مثل الأزرار الموجودة على قمصانهم، لكنهم استنفدوا الميزانية واضطروا إلى تركها كما هي. فاز الفيديو بجائزة أفضل فيديو في حفل توزيع جوائز ام تي في للفيديوهات الموسيقية لعام 1986 MTV Video Music Awards.

## استقبال الأغنية
أدرجت مجلة رولينج ستون الأغنية في المركز 94 لأفضل أغاني يبرز فيها الجيتار في كل العصور، مشيرة إلى كيف استبدل مارك نوفلر نغمة الجيتار الأصلية للحصول على صوت جاف ومعالج بشكل مفرط تم تحقيقه من خلال دواسة (الوا وا wah-wah pedal)، وأصبحت واحدة من أولى الأغاني الناجحة لشبكة ام تي في. حصل الفيديو على جائزة «فيديو العام» (من بين العديد من الترشيحات الأخرى) في حفل جوائز ام تي في للفيديوهات الموسيقية الثالث عام 1986.

## كلمات الأغنية
وصف مارك نوفلر كتابة الأغنية في مقابلة عام 1984 مع الناقد بيل فلاناغان قائلاً: «الشخصية الرئيسية في» المال مقابل لا شيء«هو رجل يعمل في قسم الأجهزة من تلفزيون / خزائن مطبخ / ثلاجة / أجهزة ميكروويف، وهو يغني الأغنية... لقد كتبت الأغنية عندما كنت بالفعل في المتجر، اقترضت القليل من الورق وبدأت في تدوين الأغنية في المتجر... أردت استخدام الكثير من اللغة التي استخدمها الرجل الحقيقي بالفعل عندما سمعته، لأنها كانت أكثر واقعية....»
(أريد «ام تي في»، أريد «ام تي في» خاصتي) (I want my, I want my MTV)
(أريد «ام تي في»، أريد «ام تي في» خاصتي) (I want my, I want my MTV)
الآن انظر إليهم، هذا ما تفعله Now look at them yo-yos, that's the way you do it
أنت تعزف على الجيتار على محطة ام تي في You play the guitar on the MTV
هذا لا يجدي، هذا ما تفعله That ain't workin', that's the way you do it
المال مقابل لا شيء والفتيات بالمجان Money for nothin' and your chicks for free
الآن هذا لا يجدي، هذا ما تفعله Now that ain't workin', that's the way you do it
دعني أخبرك، إنهم ليسوا أغبياء Lemme tell ya, them guys ain't dumb
ربما لديك فقاعة على إصبعك الصغير Maybe get a blister on your little finger
ربما لديك فقاعة على إبهامك Maybe get a blister on your thumb
علينا تركيب أفران الميكروويف، وتوصيل خزائن المطبخ We got to install microwave ovens, custom kitchen deliveries
علينا تحريك هذه الثلاجات، علينا تحريك هذه التلفزيونات الملونة We got to move these refrigerators, we got to move these color TVs
أنظر إلى هذا الشاذ الصغير مع القرط والماكياج See the little faggot with the earring and the make up
نعم، يا صديقي، هذا هو شعره حقيقةً Yeah, buddy, that's his own hair
هذا الشاذ الصغير لديه طائرته النفاثة That little faggot got his own jet airplane
هذا الشاذ الصغير، هو مليونير That little faggot, he's a millionaire
علينا تركيب أفران الميكروويف، وتوصيل خزائن المطبخ We got to install microwave ovens, custom kitchen deliveries
علينا تحريك هذه الثلاجات، علينا تحريك هذه التلفزيونات الملونة We got to move these refrigerators, we gotta move these color TVs
انظر هنا، انتبه Looky here, look out
كان يجب أن أتعلم العزف على الجيتار I shoulda learned to play the guitar
كان يجب أن أتعلم قرع الطبول لهم I shoulda learned to play them drums
انظر إلى تلك الأم، لقد ألصقت بالكاميرا Look at that mama, she got it stickin' in the camera man
يمكن أن يكون لدينا بعض We could have some
وهو هناك، ما هذا؟ And he's up there, what's that
ضوضاء هاواي؟ Hawaiian noises
يدق على طبول البونجو مثل الشمبانزي Bangin' on the bongos like a chimpanzee
هذا لا يجدي، هذا ما تفعله That ain't workin', that's the way you do it
احصل على المال مقابل لا شيء والفتيات بالمجان Get your money for nothin', get your chicks for free
علينا تركيب أفران الميكروويف، وتوصيل خزائن المطبخ We got to install microwave ovens, custom kitchen deliveries
علينا تحريك هذه الثلاجات، علينا تحريك هذه التلفزيونات الملونة We got to move these refrigerators, we gotta move these color TVs
............
نقود سهلة وسهلة مقابل لا شيء (أريد خاصتي، أريد خاصتي) Easy, easy money for nothin' (I want my, I want my)
فتيات سهلة، سهلة بالمجان (أريد «ام تي في» خاصتي) Easy, easy chicks for free (I want my MTV)
هذا لا يجدي That ain't workin

## وصلات خارجية
https://www.songfacts.com/facts/dire-straits/money-for-nothing المال مقابل لا شيء (أغنية)
https://web.archive.org/web/20060830020733/http://mixonline.com/mag/audio_classic_tracks_dire/index.html المال مقابل لا شيء (أغنية)